# الرابطة الإسلامية الباكستانية (ج)
الرابطة الإسلامية الباكستانية (ج) (بالأردية: پاکستان مسلم لیگ ج) كان حزبًا سياسيًا في باكستان تأسس عام 1988، اندمجت مع الرابطة الإسلامية الباكستانية (ق) في عام 2004.
وهي إحدى فصائل الرابطة الإسلامية الباكستانية الأصلية، المسماة «ج» على اسم محمد خان جونيجو. تأسست في عام 1986 باعتبارها الرابطة الإسلامية الباكستانية الوحيدة عندما كان محمد خان جونجو رئيس وزراء باكستان في عهد الرئيس محمد ضياء الحق. وفي سبتمبر 1988 شكل الحزب تحالفًا يسمى التحالف الجمهوري الإسلامي مع حزب الشعب الوطني بقيادة غلام مصطفى، وحزب الجماعة الإسلامية بقيادة قاضي حسين أحمد ضد حزب الشعب الباكستاني بقيادة بينظير بوتو لخوض الانتخابات العامة لعام 1988. وخلال ذلك الوقت أصبح نواز شريف أبرز السياسيين خارج حزب الشعب الباكستاني، وأصبح في النهاية رئيس وزراء باكستان في عام 1990.
بعد إقالة جونجو، انفصل نواز شريف مع حزب الرابطة الإسلامية الباكستانية، وأنشأ فصيله الخاص الذي يسمى حزب الرابطة الإسلامية (ن)، الذي أصبح حزبًا سياسيًا كبيرًا أكثر تأثيرًا بكثير من حزب الرابطة الإسلامية الباكستاني الأصلي. وبعد وفاة جونجو أسس أنصاره حزب الرابطة الباكستانية (ج) في عام 1993 بقيادة حامد ناصر شطة وإقبال أحمد خان.
في الانتخابات العامة لعام 2002 التي أجريت في 20 أكتوبر، فاز الحزب بنسبة 0.7 ٪ من الأصوات الشعبية ومقعدين من أصل 272 عضوًا منتخبًا. وكان حامد ناصر شطة رئيس الحزب. وفي مايو 2004 دُمِج الحزب مع الرابطة الإسلامية الباكستانية (ق). وفي الانتخابات العامة لعام 2008 خسر حامد ناصر شطة مقعده في الجمعية الوطنية.

## التاريخ الانتخابي

### انتخابات الجمعية الوطنية
| انتخاب | الأصوات | ٪     | المقاعد | +/– |
| ------ | ------- | ----- | ------- | --- |
| 1993   | 781,652 | 3.9٪  | 6 / 207 | ▲ 6 |
| 1997   | 624,286 | 3.3٪  | 0 / 207 | ▼ 6 |
| 2002   | 283755  | 0.7٪  | 3 / 342 | ▲ 3 |
| 2013   | 71,773  | 0.16٪ | 0 / 342 | ▼ 3 |